# Aşağıçeşme, Güney
Aşağıçeşme là một xã thuộc huyện Güney, tỉnh Denizli, Thổ Nhĩ Kỳ. Dân số thời điểm năm 2010 là 267 người.